# Liste der Naturdenkmale in Neuwied
Die Liste der Naturdenkmale in Neuwied nennt die im Gemeindegebiet von Neuwied ausgewiesenen Naturdenkmale (Stand 9. Oktober 2013).

## Naturdenkmale
| Nr.         | Bezeichnung                                   | Lage                                                          | Beschreibung                                                                        | Bild                                    |
| ----------- | --------------------------------------------- | ------------------------------------------------------------- | ----------------------------------------------------------------------------------- | --------------------------------------- |
| ND-7138-401 | Ginkgo biloba                                 | Engers, Johannisstraße, bei Nr. 23 Lage                       | Ginkgo biloba                                                                       | Direkt Bild zu diesem Denkmal hochladen |
| ND-7138-402 | Edelkastanie                                  | Heimbach, nordwestlich des Ortes; Flur Großes Zugemach Lage   | Castanea sativa                                                                     | Direkt Bild zu diesem Denkmal hochladen |
| ND-7138-406 | Gerichtslinde                                 | Wollendorf, Feldkircher Straße, bei Nr. 89 Lage               | Tilia sp.; alte Gerichtslinde auf dem historischen Gerichtsplatz bei der Feldkirche | Fotos hochladen                         |
| ND-7138-407 | Lindenallee auf dem Friedhof                  | Wollendorf, Feldkircher Straße, auf dem Friedhof Lage         | Tilia sp.                                                                           | Direkt Bild zu diesem Denkmal hochladen |
| ND-7138-408 | Mammutbaum                                    | Segendorf, nördlich des Ortes bei Schloss Monrepos Lage       | Sequoioideae sp.                                                                    | Direkt Bild zu diesem Denkmal hochladen |
| ND-7138-409 | Eichengruppe am Hermesplatz                   | Oberbieber, Hermesplatz Lage                                  | Quercus sp., sieben Bäume                                                           | Direkt Bild zu diesem Denkmal hochladen |
| ND-7138-411 | Kastanie am Engelstor der Abtei Rommersdorf   | Heimbach, westlich des Ortes; Flur Großes Zugemach Lage       | Castanea sativa                                                                     | Direkt Bild zu diesem Denkmal hochladen |
| ND-7138-412 | Eiche am Zoo                                  | Weis, östlich des Ortes; Flur An Heinrichs Wiesken Lage       | Quercus sp.                                                                         | Direkt Bild zu diesem Denkmal hochladen |
| ND-7138-413 | Eiche in Engers                               | Engers, Friedrichsberger Weg, bei Nr. 77 Lage                 | Quercus robur                                                                       | Direkt Bild zu diesem Denkmal hochladen |
| ND-7138-414 | Buche am Eckerhof                             | Feldkirchen, nördlich des Ortes; Flur Auf dem Lückenberg Lage | Fagus sylvatica                                                                     | Direkt Bild zu diesem Denkmal hochladen |
|             | Kastanien im Mädchengarten der Brüdergemeinde | Neuwied, Friedrichstraße, hinter der Brüderkirche Lage        | Aesculus hippocastanum, vier Bäume                                                  | Direkt Bild zu diesem Denkmal hochladen |

## Ehemalige Naturdenkmale
| Nr.         | Bezeichnung                            | Lage                                         | Beschreibung                                                | Bild                                    |
| ----------- | -------------------------------------- | -------------------------------------------- | ----------------------------------------------------------- | --------------------------------------- |
| ND-7138-410 | Linden am Südtor der Abtei Rommersdorf | Heimbach, Stuftsstraße, gegenüber Nr. 3 Lage | Tilia sp., drei Bäume; Rechtsverordnung vor 2013 aufgehoben | Direkt Bild zu diesem Denkmal hochladen |